# Zamarada lanceolata
Zamarada lanceolata là một loài bướm đêm trong họ Geometridae.